# 愛の嵐 (1986年のテレビドラマ)
『愛の嵐』（あいのあらし）は、1986年6月30日から10月3日の月曜から金曜に東海テレビ・フジテレビ系で全69話が放送された昼ドラマである。

## 概要
甲州の大地主、三枝家で何不自由なく育てられた娘・ひかる。ひかるの五歳の誕生日に、父・伝右衛門が孤児である猛を連れ帰り、猛は使用人として三枝家で暮らし始める。地主の娘とその使用人、この二人の幼い愛は成長につれて恋に変わり、許されぬ愛に胸を焦がす。やがて戦争をはさんだ激動の時代が、二人の運命の歯車を狂わせていく。エミリー・ブロンテの嵐が丘の翻案作品である。

## 登場人物

### 主要人物
川端 猛(かわばた たけし)
本作の主人公。孤児。空腹のため、白部村の大地主 三枝 伝右衛門の荷物をひったくろうとするが、それを哀れに思った伝右衛門に拾われ、三枝家の使用人として育てられる。
誠実で義理堅い性格で伝右衛門をはじめとする三枝家の人間に対して常に忠誠を誓っているが、その中でもひかるに対する忠誠心が特に強く同時に好意も抱いているため、ひかるが窮地に陥った時には必ず身を挺して救い出す。
三枝 ひかる/大河原 ひかる(さえぐさ ひかる/おおがわら ひかる)
本作のヒロイン。三枝 伝右衛門の令嬢。3歳の時に伝右衛門が連れてきた猛に一目惚れした。
天真爛漫で勝ち気で自分の考えをはっきり相手に伝えることができ、行動力も人一倍ある心優しい性格だが、その反面、頑固で融通が利かずやや嫉妬深い一面もある。
猛のことを誰よりも信頼しており、何か困ったことがあると真っ先に相談に行くほどに好意を持っている。
またピアノも得意で三枝家で感情が高ぶった時にほぼ毎回弾いていた。物語の中盤以降、上記の性格に加え、聡明で気品のあふれた一面が垣間見えるようになる。

### 三枝家の人々
三枝 伝右衛門(さえぐさ でんえもん)
白部村を束ねる大地主でひかるの父親。肉親のいない猛にとって人生の師であり、父親のような存在。ひょんなことから猛を拾い三枝家の下僕兼補佐役として育てあげる。
頑固な一面もあるが、大地主として常日頃から、村の民のことを第一に考えている。柔軟な思考の持ち主でもあり、三枝家のために一生懸命に尽してくれる猛を自分の仕事に立ちあわせたり、跡取りとしてひかるとの婚約も半ば承諾したりもしている。勇作に屋敷と田畑を取られ、さらにひかるを身売り同然で、勇作と結婚させたことを苦にして自刃して果てる。

## キャスト
- 川端猛：皆川鉄也（幼少期）、吉村英哉（少年期）、渡辺裕之（青年期）
- 三枝（大河原）ひかる：小泉朋子（幼少期）、谷本重美（少女期）、田中美佐子（青年期）
- 三枝伝右衛門：中尾彬
- 三枝絹：江波杏子
- 三枝文彦：本山真二（幼少期）、中村久光（少年期）、佐藤仁哉（青年期）
- 大河原勇作：長塚京三
- 大河原静子：福田公子
- 大河原秀子：芦川よしみ
- 大河原政之助：犬塚弘
- 和尚：内田朝雄
- 琴子：奈良富士子
- うめ：市川千恵子
- 中村はな：佐賀朋美（少女期）、千野弘美（青年期）
- 喜助：江藤漢
- トラ：千うらら
- 銀次：辻三太郎
- 吾一：笑福亭笑瓶
- 吾一の母：宮内順子
- イネ：長島裕子
- イネの父：斉川一夫
- 村長：松村彦次郎
- 山崎：皆川衆
- ゆき：立原ちえみ
- 剛田征一郎：相原巨典
- 友子：松阪隆子
- 山内：新井量大
- 石川：小野泰次郎
- 富田章次：国枝量平
- 朱実：麻生けい
- 尚子：丘裕子
- 信治：柄沢次郎
- 伊達：宮田光
- 今村少佐：今西正男
- 坂東紅山：石森達幸
- ウォーリー軍曹：矢作幸裕
- 西野：若林哲行
- 林田：大矢兼臣
- 稲垣：坂田祥一朗
- 藤沢伸一：村瀬正彦
- 三浦啓次郎：井上高志
- 中島：戸沢佑介
- 清水：内山森彦
- 天光様：飯田テル子
- 佃五郎：吉原正皓
- 平野：内田勝正
- ナレーション：中西妙子

## スタッフ
- 原作：『嵐が丘』（エミリー・ブロンテ）
- 企画：出原弘之（東海テレビ）
- 音楽：坂田晃一
- 効果：宮川亮、大貫悦男
- 脚本：大久保昌一良[1]、白井更生、下飯坂菊馬、清水曙美
- 演出：山本隆則、松生秀二、福田真治、小野俊和、花堂純次
- 演出補：壁谷悌之
- 記録：舘野弘子、岡田祐子
- プロデューサー：松村明（泉放送制作）、平野一夫（泉放送制作）、小野俊和（東海テレビ）
- 美術デザイン：後藤洋
- 美術制作：池田幸雄（アックス）
- 小道具：東京美工
- 衣裳：京都衣裳
- 化粧：ユミ・ビュアクス
- 床山：細野かつら
- 大道具：東宝舞台
- 持道具：京阪商会
- 技術：松岡良治
- カメラ：小川信明
- VE：星野正一
- 照明：米山仁
- 音声：野口京治
- 編集：芳賀徹
- 技術協力：東通
- 衣裳協力：やまと、ルイコ三好
- ロケ協力：白根町役場、ホテル白根
- 方言指導：甲斐正一　※板前役も兼ねた
- 制作会社：東海テレビ、泉放送制作
- 制作補：花堂純次

## 主題歌
- 「Mrs.メランコリー」
  - 作詞：山川啓介 / 作曲：坂田晃一 / 編曲：瀬尾一三 / 長唄：杵屋栄呂 / 三味線：杵屋栄胡 / 歌：下成佐登子
  - レーベル：ポリドール

## 再放送
2022年3月28日から6月30日まで、BS松竹東急で再放送された。

## その他
- エンディングには提供クレジットとエンドカードとの間に「この番組へのご意見・ご要望は、ご覧のフリーダイヤルまでお寄せ下さい。通話料は無料です。」とのアナウンスが挿入された。

## 放送日程
出典:
| 話数   | サブタイトル | 脚本                    | 演出     |
| ------ | ------------ | ----------------------- | -------- |
| 第1話  | 運命         |                         |          |
| 第2話  | 波紋         |                         |          |
| 第3話  | 誤解         |                         |          |
| 第4話  | 脅迫         |                         |          |
| 第5話  | 奮闘         |                         |          |
| 第6話  | 救出         |                         |          |
| 第7話  | 至福         |                         |          |
| 第8話  | 寛大         |                         |          |
| 第9話  | 別離         |                         |          |
| 第10話 | 意欲         |                         |          |
| 第11話 | 仲間         |                         |          |
| 第12話 | 実現         |                         |          |
| 第13話 | 反発         |                         |          |
| 第14話 | 勘当         |                         |          |
| 第15話 | 約束         |                         |          |
| 第16話 | 嫉妬         |                         |          |
| 第17話 | 誘惑         |                         |          |
| 第18話 | 自責         |                         |          |
| 第19話 | 純愛         |                         |          |
| 第20話 | 抵抗         |                         |          |
| 第21話 | 躍動         |                         |          |
| 第22話 | 恋心         |                         |          |
| 第23話 | 混迷         |                         |          |
| 第24話 | 決意         |                         |          |
| 第25話 | 潔白         |                         |          |
| 第26話 | 縁談         |                         |          |
| 第27話 | 火蓋         |                         |          |
| 第28話 | 野心         |                         |          |
| 第29話 | 憶測         |                         |          |
| 第30話 | 驚愕         |                         |          |
| 第31話 | 窮地         |                         |          |
| 第32話 | 懸命         |                         |          |
| 第33話 | 魂胆         |                         |          |
| 第34話 | 交換         |                         |          |
| 第35話 | 決心         |                         |          |
| 第36話 | 帰郷         |                         |          |
| 第37話 | 予感         |                         |          |
| 第38話 | 白紙         |                         |          |
| 第39話 | 出征         |                         |          |
| 第40話 | 繁栄         |                         |          |
| 第41話 | 窮地         |                         |          |
| 第42話 | 前向         |                         |          |
| 第43話 | 再会         |                         |          |
| 第44話 | 懐柔         |                         |          |
| 第45話 | 冷酷         | 大久保昌一良            | 小野俊和 |
| 第46話 | 萌芽         | 大久保昌一良            | 小野俊和 |
| 第47話 | 邪推         | 大久保昌一良            | 小野俊和 |
| 第48話 | 犠牲         | 大久保昌一良            | 小野俊和 |
| 第49話 | 落胆         | 大久保昌一良            | 小野俊和 |
| 第50話 | 献身         | 大久保昌一良 下飯坂菊馬 | 山本隆則 |
| 第51話 | 憎悪         | 大久保昌一良 下飯坂菊馬 | 山本隆則 |
| 第52話 | 疑惑         | 大久保昌一良 下飯坂菊馬 | 山本隆則 |
| 第53話 | 意志         | 大久保昌一良 下飯坂菊馬 | 山本隆則 |
| 第54話 | 断絶         | 大久保昌一良 下飯坂菊馬 | 山本隆則 |
| 第55話 | 復讐         | 下飯坂菊馬              | 松生秀ニ |
| 第56話 | 懐妊         | 下飯坂菊馬              | 松生秀ニ |
| 第57話 | 宣告         | 下飯坂菊馬              | 松生秀ニ |
| 第58話 | 強敵         | 下飯坂菊馬              | 松生秀ニ |
| 第59話 | 激化         | 下飯坂菊馬              | 松生秀ニ |
| 第60話 | 熱意         | 下飯坂菊馬              | 花堂純次 |
| 第61話 | 唖然         |                         |          |
| 第62話 | 暴露         |                         |          |
| 第63話 | 薄情         |                         |          |
| 第64話 |              |                         |          |
| 第65話 |              |                         |          |
| 第66話 |              |                         |          |
| 第67話 |              |                         |          |
| 第68話 |              |                         |          |
| 第69話 |              |                         |          |